# Trasquera

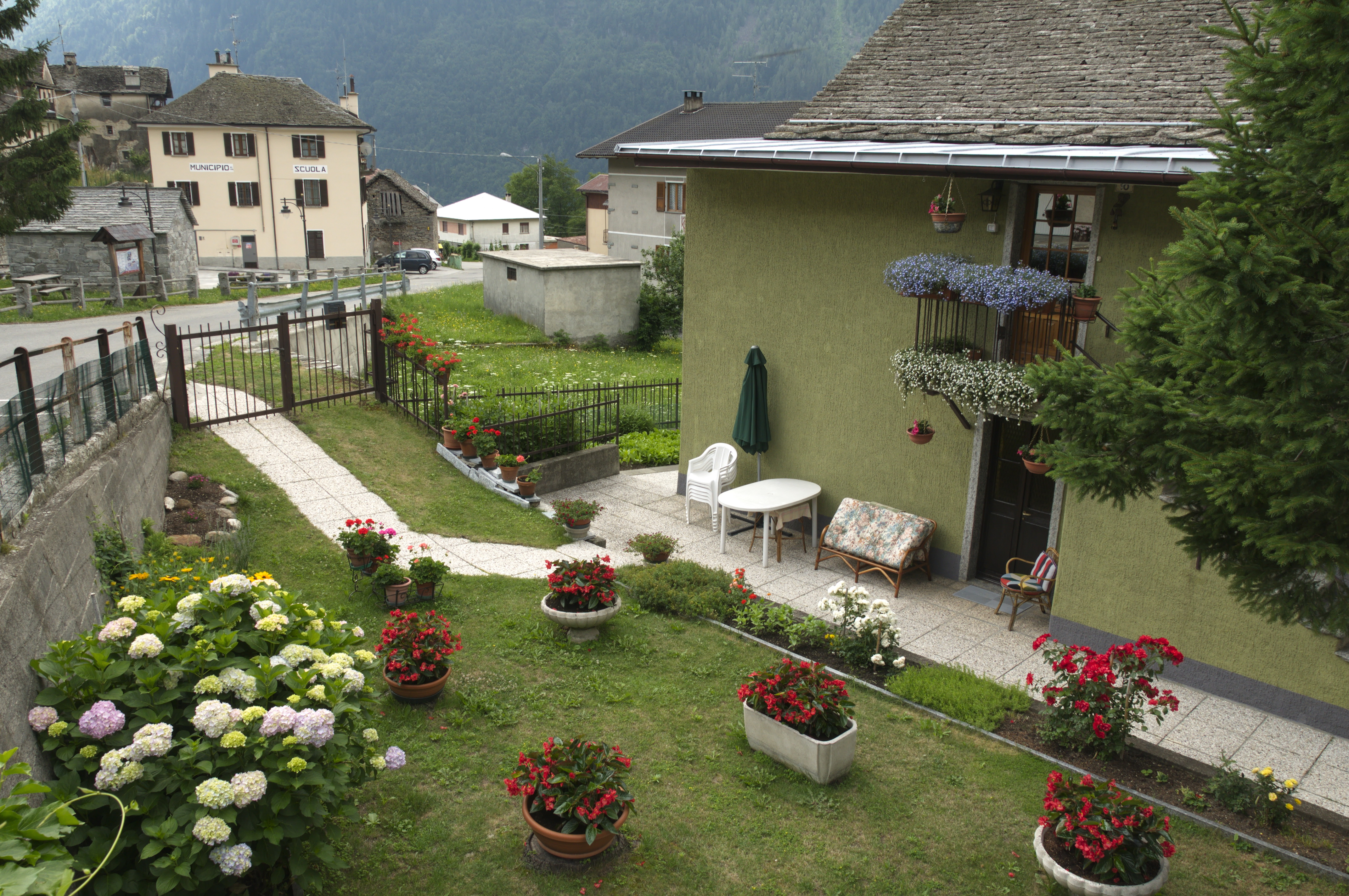
Trasquera

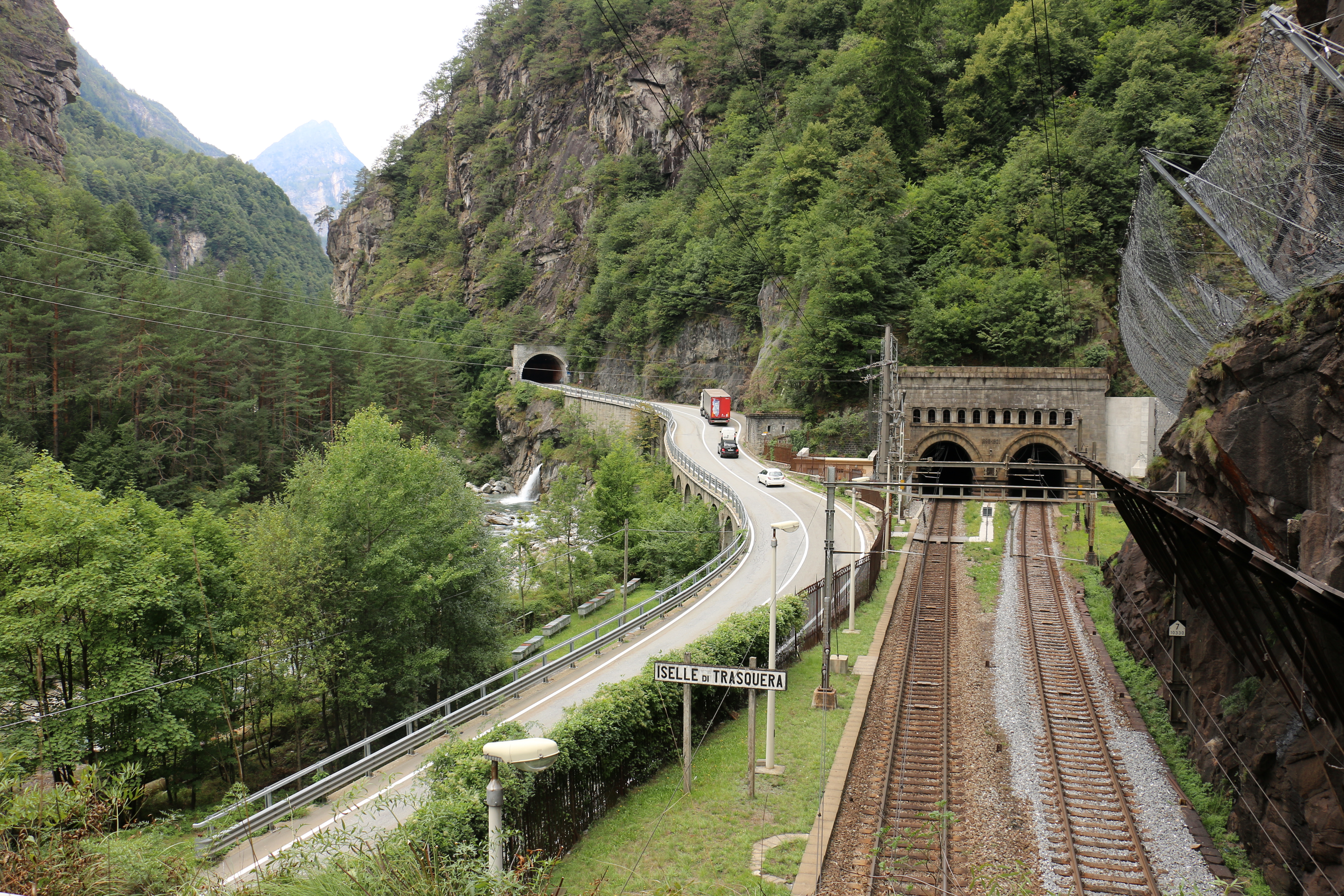
Simplon Eisenbahntunnelsüdportal in Iselle di Trasquera

Trasquera ist eine Gemeinde in der italienischen Provinz Verbano-Cusio-Ossola (VB) in der Region Piemont.

## Lage und Einwohner
Trasquera liegt 65 km nordwestlich von der Provinzhauptstadt Verbania und 25 km nordwestlich von Domodossola, dem Hauptort des Ossolatals entfernt auf einer Höhe von 1100 m über dem Meeresspiegel, wobei das Grenzdörfchen Iselle auf nur 629 m ü. M. liegt. In Iselle befindet sich auch der Bahnhof der Gemeinde und der Grenzübergang an der Simplonpassstrasse zur Schweiz. Das Gemeindegebiet umfasst eine Fläche von 39 km² und hat 177 Einwohner (Stand 31. Dezember 2023). Zu Trasquera gehören die Fraktionen Balmalonesca, Bugliaga, Iselle und Osone. 
Die Nachbargemeinden sind Bognanco, Crevoladossola, Domodossola, Varzo und Zwischbergen im Kanton Wallis.

### Bevölkerungsentwicklung
Die Bevölkerungszahl hat in den letzten Jahrzehnten kontinuierlich abgenommen, um 1911 hatte die Gemeinde noch über 1000 Einwohner, in den 1930er Jahren noch 700 Einwohner. Heute sind es knapp unter 200 Bewohner. Trasquera liegt unmittelbar an der Schweizergrenze.

## Sport
Die Langlaufloipe La Sotta befindet sich in Trasquera.